# Климівський ландшафтний заказник
Кли́мівський зака́зник — ландшафтний заказник місцевого значення в Україні. Об'єкт природно-заповідного фонду Полтавської області.
Розташований у Полтавському районі Полтавської області, при західній околиці села Климівка, у лісовому фонді Карлівського лісництва (кв. 33-49). 

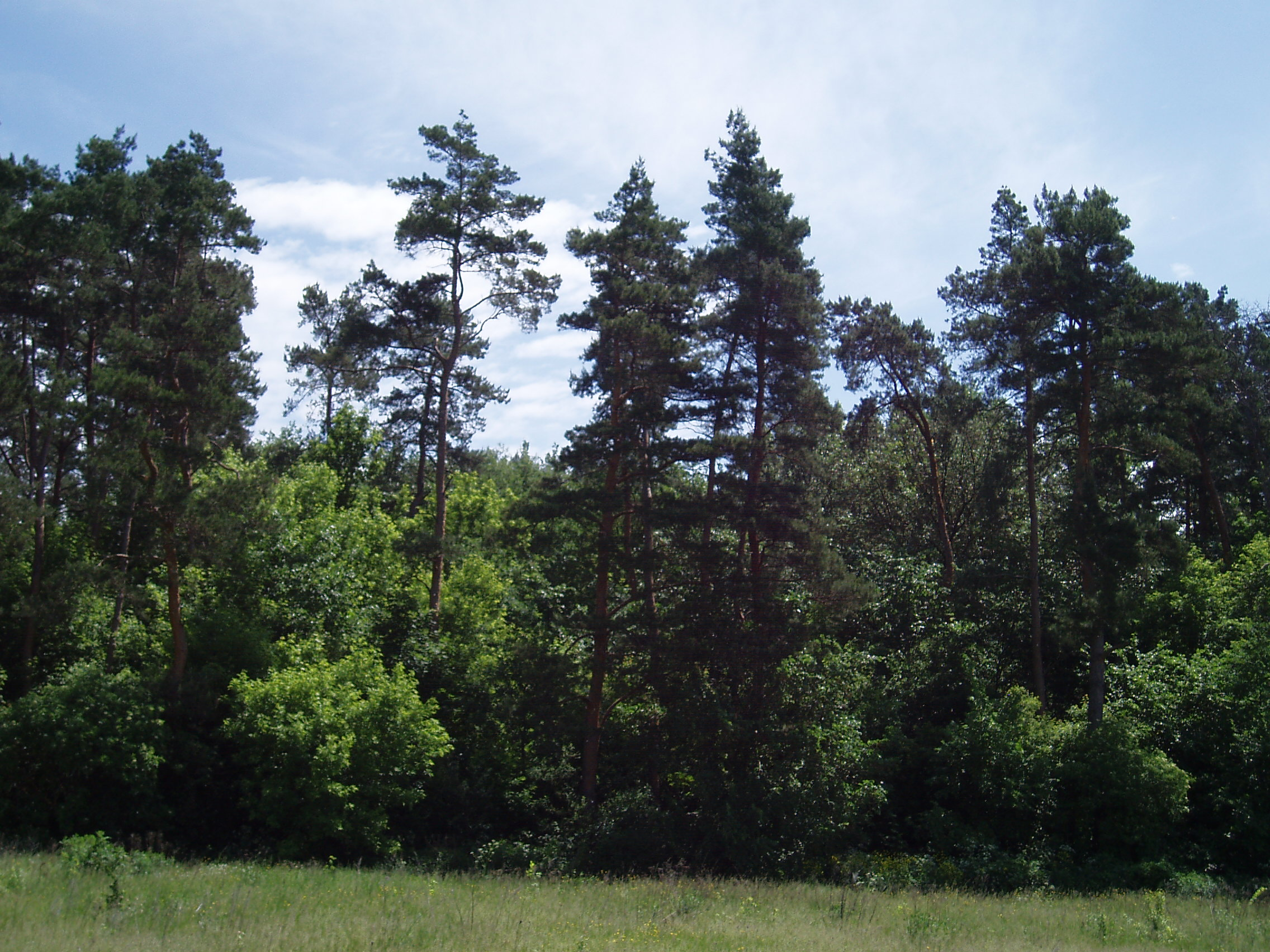
Узлісся заказника (травень 2010)

Площа 415 га, створений відповідно до Рішення Полтавської облради від  28.02.1995 року. Перебуває у віданні ДП «Новосанжарський лісгосп». 
Статус присвоєно для збереження лісового масиву на правобережжі річки Орчик. У деревостані переважають сосна, дуб.